# Агкацев, Владимир Михайлович
Владимир Михайлович Агкацев (25 апреля 1911 — 26 апреля 2000) — советский государственный и партийный деятель, первый секретарь Северо-Осетинского обкома КПСС.

## Биография
Родился в селении Майрамадаг (ныне в Алагирском районе Республики Северная — Осетия Алания), в крестьянской семье.
Окончил сельскую школу, в 1932 году — Северо-Осетинскую советско-партийную школу и в 1938 году — партийно-советское отделение Комвуза (Грозный).
Член ВКП(б) с 1939 года. В конце 1930-х годов — заведующий особым сектором Северо-Осетинского обкома ВКП(б).
В годы Великой Отечественной войны — начальник хозяйственного отдела Управления НКВД СССР по Северо-Осетинской АССР.
С мая 1943 года — заместитель председателя Совета народных комиссаров Северо-Осетинской АССР. С 1946 года обучался в Высшей партийной школе при ЦК ВКП(б).
С 30 ноября 1953 года по август 1961 года — первый секретарем Северо-Осетинского обкома КПСС.
В 1956—1961 — член Центральной ревизионной комиссии КПСС. В 1961—1963 годах — инспектор ЦК КПСС.
В 1963—1973 годах — главный инспектор Комитета народного контроля СССР.
Похоронен в Москве на Троекуровском кладбище (уч. 3).

## Награды
- два ордена Трудового Красного Знамени
- медали «За оборону Кавказа», «За доблестный труд в Великой Отечественной войне 1941—1945 гг.», «За победу над Германией».

## Память
Мемориальная доска во Владикавказе на улице Бутырина на доме № 16а, где проживал Владимир Агкацев. Установлена 25 апреля 2014 года. Автор: скульптор Ибрагим Хаев.